# CEM (Centre d'Expérimentation Musicale)

Logo

Le CEM (Centre d'Expérimentation Musicale) est un organisme à but non lucratif québécois fondé en 1982 voué à la production et la diffusion de spectacles musicaux et interdisciplinaires situé à Chicoutimi dans la région du Saguenay-Lac-Saint-Jean.
Au cours des dernières décennies, le CEM a collaboré avec de nombreux artistes canadiens de renom comme Tim Brady, Rafael Zaldivar, Lori Freedman, Sheenah Ko, Amy Brandon, Tina Pearson, Rachel Therrien, Cléo Palacio-Quintin, Éric Normand, Sara Létourneau et plusieurs autres.
En 1989, le CEM crée le Festival des Musiques de Création (FMC) qui, dès sa deuxième édition, devient un organisme autonome.
En 2020 le CEM acquiert un bâtiment au centre-ville de Chicoutimi-Nord et le transforme en centre de production et diffusion spécialisé en musique, un projet de plus de 2.2M$.
Le CEM abrite aujourd'hui Espace Virtuel du Centre Bang.